# Beavercreek (Oregon)
Beavercreek – jednostka osadnicza w Stanach Zjednoczonych, w stanie Oregon, w hrabstwie Clackamas.